# Jeremy Pelt

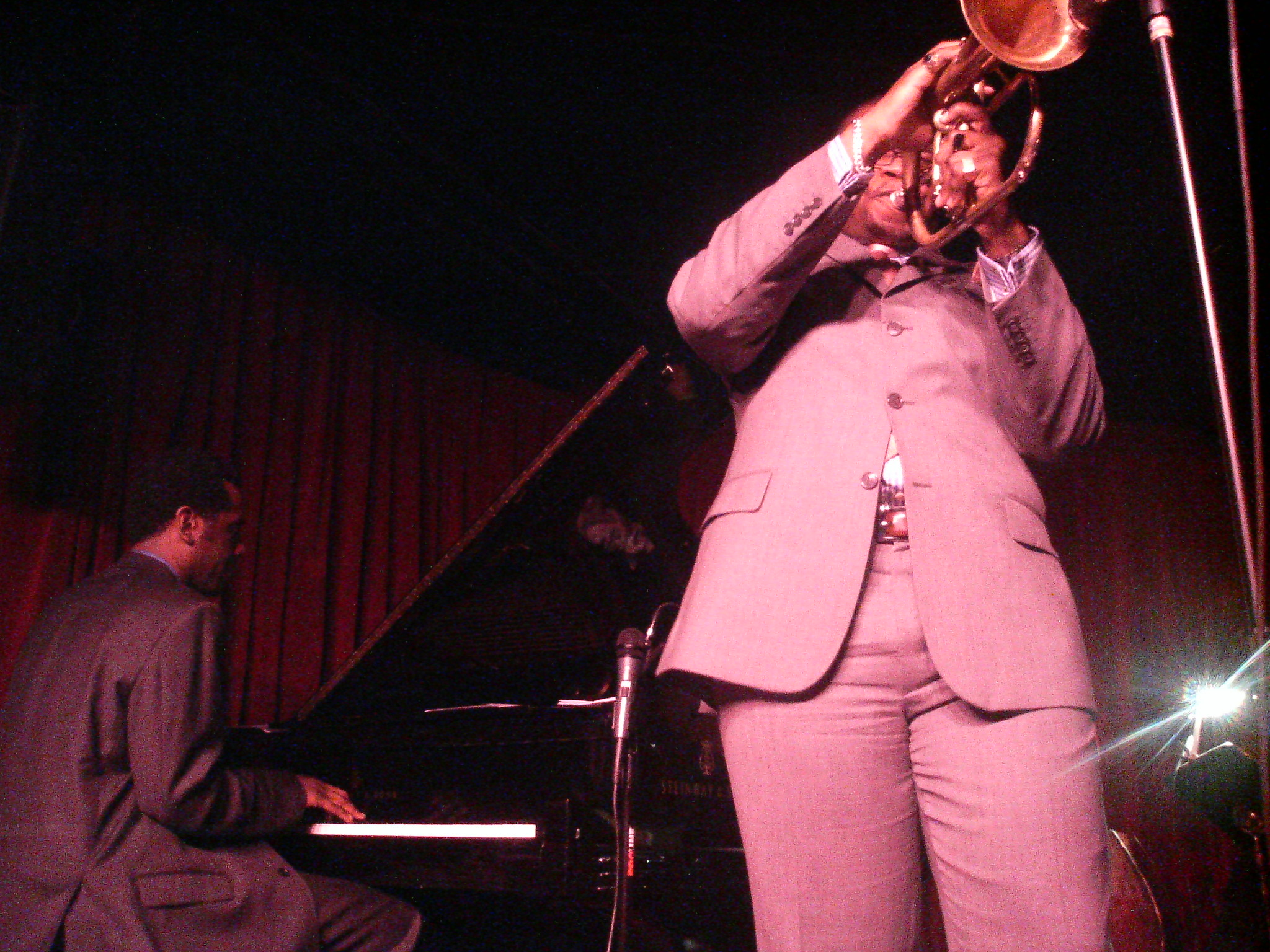
Jeremy Pelt 2007 im Village Vanguard

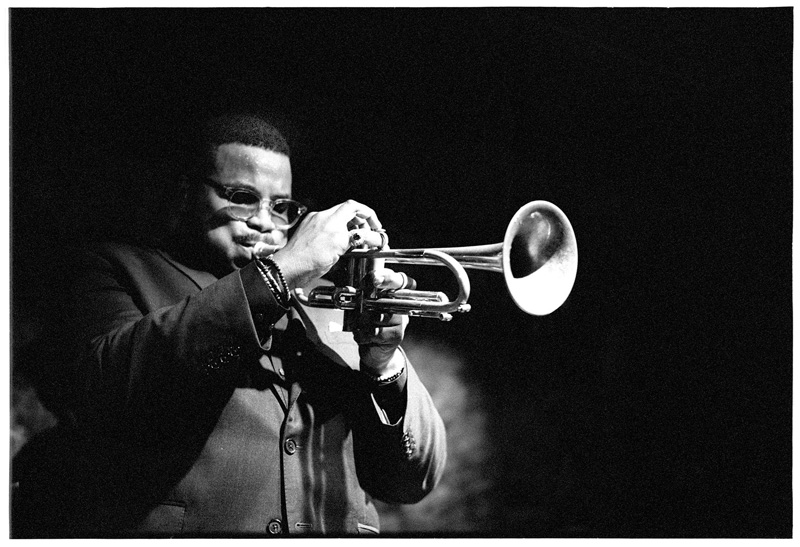
Jeremy Pelt, Jazzkeller, Frankfurt am Main, 2017

Jeremy Pelt (* 4. November 1976 in Kalifornien) ist ein US-amerikanischer Jazz-Trompeter und Flügelhornist.

## Leben und Wirken
Jeremy Pelt spielt in der Tradition der Hardbop-Legenden Lee Morgan und Freddie Hubbard. Er hatte schon in der Elementarschule klassischen Trompeten-Unterricht, konzentrierte sich aber später auf den Jazz. Er studierte dann Jazzimprovisation und Filmmusik an der Berklee School of Music in Boston, wo er den Bachelor of Arts erwarb.
Nach seiner Graduierung zog Pelt nach New York City und arbeitete dort u. a. mit Jimmy Heath, Frank Wess, Charli Persip, Keter Betts, John Hicks, Winard Harper, Lonnie Plaxico, Cedar Walton, Roy Hargrove, Ravi Coltrane, Greg Osby und Cassandra Wilson; Anfang der 2000er Jahre spielte er dann mit Ralph Peterson (The Art of War, 2001) und in der Mingus Big Band (Tonight at Noon, 2001). Außerdem wirkte er 2001 an dem Album Pharoah's Children von J. D. Allen III sowie Dreaming of Cannonball von Louis Hayes mit. Im Jahr 2002 wurde er Mitglied der Band von Vincent Herring und war Mitglied der Big Band von Frank Foster (We Do It Diff'rent); es erschien auch ein erstes Album unter eigenem Namen auf Fresh Sound Records (Profile), u. a. mit Ralph Peterson. 2002 folgte auf dem Criss Cross Label das Album Insight. Im gleichen Jahr spielte er auf dem Album  Brotherhood von Marcus Strickland mit und wirkte an Wayne Shorters Verve-Album Alegria mit.
2003 nahm Pelt mit Mulgrew Miller, David O’Rourke, Peter Washington und Lewis Nash ein weiteres Album auf (Close to My Heart) und wirkte an dem Album Intuition des Tenorsaxophonisten Wayne Escoffery mit. 2004 wirkte er an Vincent Herrings Album „Mr.Wizard“ mit und begleitete die Sängerin René Marie (Serene Renegade). 2005 gehörte er der Big Band von Gerald Wilson an (In My Time). Auch arbeitete er mit dem Black Art Jazz Collective (Ascension, 2020), Nicola Angelucci und Gerald Cleaver (Live at Firehouse 12) und mit Chien ChienLu Built in System (Live from New York) (2023).

## Diskographische Hinweise
- Profile (Fresh Sound New Talent, 2002)
- Insight (Criss Cross, 2002)
- Close to My Heart (Maxjazz, 2003)
- Identity (Maxjazz, 2005)
- Shock Value: Live at Smoke (Maxjazz, 2007)
- November (Maxjazz, 2008)
- Men of Honor (HighNote, 2009)
- The Talented Mr. Pelt (HighNote, 2011)
- Soul (HighNote, 2012), mit J. D. Allen III, Danny Grissett, Dwayne Burno, Gerald Cleaver, Joanna Pascale
- Water and Earth (HighNote, 2013)
- Face Forward, Jeremy (HighNote, 2014)
- Black Art Jazz Collective: Presented by the Side Door Jazz Club (Sunnyside Records, 2016), mit Wayne Escoffery, Xavier Davis, James Burton III, Vincente Archer, Jonathan Blake
- The Co-Op (Brown Brothers Recordings 2017)
- Make Noise (HighNote, 2017)
- Noir En Rouge – Live in Paris (HighNote, 2017), mit Victor Gould, Vicente Archer, Jonathan Barber, Jacquelene Acevedo
- The Artist (HighNote, 2019), mit Victor Gould, Vicente Archer, Allan Menard, Alex Wintz, Chien Chien Lu, Frank Locrasto
- The Art of Intimacy Vol. 1 (HighNote, 2020)
- Griot: This Is Important! (HighNote, 2021)
- Tomorrow’s Another Day (HighNote, 2024)
- Woven (HighNote, 2025)